# Неманья Стоїч
Неманья Стоїч (серб. Немања Стојић, нар. 15 січня 1998, Белград) — сербський футболіст, центральний захисник клубу ТСЦ (Бачка-Топола) і національної збірної Сербії.

## Клубна кар'єра
Народився 15 січня 1998 року в Белграді. Вихованець юнацьких команд футбольних клубів «Партизан» та «Вождовац».
2017 року уклав свій перший дорослий контракт із «Црвеною Звездою», утім відразу ж був відданий в оренду до белградського «Графичара». Згодом на аналогічних умовах грав за «Златибор» (Чаєтина) та знов за той же «Графичар».
Протягом сезону 2021/22 захищав кольори «Металаца», після чого став гравцем ТСЦ (Бачка-Топола).

## Виступи за збірну
На початку 2023 року дебютував в офіційних матчах у складі національної збірної Сербії. Наступного року був включений до її заявки для участі у Євро-2024.
| Дата      | Місто        | Господарі | Результат | Гості  | Турнір           | Голи | Примітки |
| --------- | ------------ | --------- | --------- | ------ | ---------------- | ---- | -------- |
| 25-1-2023 | Лос-Анджелес | США       | 1 – 2     | Сербія | товариський матч | -    |          |
| Усього    |              | Матчів    | 1         |        | Голів            | 0    |          |

## Титули і досягнення
- Володар Кубка Тото (1):

«Маккабі» (Тель-Авів): 2024–25
- Чемпіон Ізраїлю (1):

«Маккабі» (Тель-Авів): 2024–25